# D'Angelo Russell
Pour les articles homonymes, voir Russell.
D'Angelo Russell, né le 23 février 1996 à Louisville, Kentucky (États-Unis), est un joueur américain de basket-ball. Il évolue au poste de meneur chez les Mavericks de Dallas.
Il est choisi en 2e position par les Lakers de Los Angeles lors de la draft 2015 de la NBA puis envoyé deux ans plus tard, le 21 juin 2017, aux Nets de Brooklyn.

## Carrière universitaire
Le 7 juin 2013, Russell choisit d'aller chez les Buckeyes d'Ohio State aux dépens de Louisville, Michigan State et la Caroline du Nord. Lors de son premier match, il termine avec 16 points, 6 passes décisives et 4 rebonds. Le 9 janvier, Russell établit son record de rebonds de la saison lors de la victoire des siens contre Maryland. Le 21 janvier, il établit son record de points avec 33 points dans la victoire d'Ohio State contre Northwestern. Le 8 février, lors de la victoire contre les Rutgers, Russell réalise un triple-double (23 points, 11 rebonds, 11 passes décisives). C'est le premier triple-double de la part d'un freshman d'Ohio State. Il finit 5e des votes pour le John R. Wooden Award.
Le 22 avril 2015, il décide de faire l'impasse sur ses trois prochaines années universitaires et se présente à la draft 2015 de la NBA. Le 12 juin 2015, alors qu'il est attendu à l'essai le lendemain par les Sixers de Philadelphie, malade, il décline l'invitation.

## Carrière NBA

### Lakers de Los Angeles

#### Saison 2015-2016
D'Angelo Russell est choisi en 2e position par les Lakers de Los Angeles lors de la draft 2015 de la NBA. Malgré une saison décevante des Lakers (derniers de l'ouest), Russell se situe tout de même dans la NBA All-Rookie Team, tandis que le titre de NBA Rookie of the Year file vers Karl-Anthony Towns.

#### Saison 2016-2017
Le 29 mars 2017, il signe son record en carrière face aux Cavaliers de Cleveland en inscrivant 40 points.

### Nets de Brooklyn

#### Saison 2017-2018
Le 22 juin 2017, D'Angelo Russell est échangé avec Timofeï Mozgov aux Nets de Brooklyn contre le 27e choix de la draft 2017 de la NBA, Kyle Kuzma, et Brook Lopez, le meilleur marqueur de l'histoire des Nets.
D'Angelo Russell devient l'option principale en attaque. Il confirme les attentes placées en lui lors de sa draft. Avec Allen Crabbe, Caris LeVert et Spencer Dinwiddie, les Nets possèdent une nouvelle base permettant à long terme d'espérer revoir les playoffs. De plus l'attrait de New York pourrait ramener un agent libre important pour la saison NBA 2019-2020. Russell devient All-Star pour la première fois en 2019.

### Warriors de Golden State
Le 1er juillet 2019, D'Angelo Russell signe aux Warriors de Golden State.
Le 9 novembre, il bat son record de points en carrière contre les Timberwolves du Minnesota en en inscrivant 52 malgré la défaite de son équipe 125 à 119.

### Timberwolves du Minnesota
Le jeudi 6 février 2020, D'Angelo Russell est échangé avec Jacob Evans et Omari Spellman aux Timberwolves du Minnesota contre Andrew Wiggins , le premier choix de draft de 2021 des Wolves protégé, ainsi qu’un second tour 2022.

### Retour aux Lakers de Los Angeles
La veille de la fermeture du marché des transferts, il est transféré vers les Lakers de Los Angeles dans un échange en triangle incluant les Lakers, les Timberwolves et le Jazz.
Agent libre à l'été 2023, il prolonge avec les Lakers pour un contrat de 37 millions de dollars sur deux ans.

### Retour aux Nets de Brooklyn
Le 29 décembre 2024, Russell est échangé aux Nets de Brooklyn avec Maxwell Lewis et trois seconds tours de draft contre Dorian Finney-Smith et Shake Milton.

### Mavericks de Dallas (depuis 2025)
Russell rejoint les Mavericks de Dallas en juillet 2025 pour un contrat de 13 millions de dollars sur 2 ans,.

## Clubs successifs
- 2014-2015 :  Buckeyes d'Ohio State (NCAA)
- 2015-2017 :  Lakers de Los Angeles (NBA)
- 2017-2019 :  Nets de Brooklyn (NBA)
- 2019-2020 :  Warriors de Golden State (NBA)
- 2020-2023 :  Minnesota Timberwolves (NBA)
- 2023-2024 :  Lakers de Los Angeles (NBA)
- 2024-2025 :  Nets de Brooklyn (NBA)
- depuis 2025 : :  Mavericks de Dallas (NBA)

## Palmarès
- Vainqueur du NBA In-Season Tournament 2023.
- 1 sélection au All-Star Game en 2019.

- Jerry West Award (en) (2015)
- Consensus first-team All-American (2015)
- First-team All-Big Ten (2015)
- Big Ten Freshman of the Year (2015)
- McDonald's All-American (2014)

## Statistiques

### Universitaires
Les statistiques de D'Angelo Russell en matchs universitaires sont les suivantes :
| Saison    | Équipe     | Matchs | Titul. | Min./m | % Tir | % 3pts | % LF | Rbds/m. | Pass/m. | Int/m. | Ctr/m. | Pts/m. |
| --------- | ---------- | ------ | ------ | ------ | ----- | ------ | ---- | ------- | ------- | ------ | ------ | ------ |
| 2014-2015 | Ohio State | 35     | 35     | 33,9   | 44,9  | 41,1   | 75,6 | 5,66    | 5,03    | 1,57   | 0,31   | 19,29  |
| Carrière  | Carrière   | 35     | 35     | 33,9   | 44,9  | 41,1   | 75,6 | 5,66    | 5,03    | 1,57   | 0,31   | 19,29  |

### Professionnelles

#### Saison régulière
| Saison        | Équipe        | Matchs | Titul. | Min./m | % Tir | % 3pts | % LF | Rbds/m. | Pass/m. | Int/m. | Ctr/m. | Pts/m. |
| ------------- | ------------- | ------ | ------ | ------ | ----- | ------ | ---- | ------- | ------- | ------ | ------ | ------ |
| 2015-2016     | L.A. Lakers   | 80     | 48     | 28,2   | 41,0  | 35,1   | 73,7 | 3,42    | 3,33    | 1,16   | 0,16   | 13,18  |
| 2016-2017     | L.A. Lakers   | 63     | 60     | 28,7   | 40,5  | 35,2   | 78,2 | 3,51    | 4,81    | 1,38   | 0,25   | 15,62  |
| 2017-2018     | Brooklyn      | 48     | 35     | 25,7   | 41,4  | 32,4   | 74,0 | 3,94    | 5,19    | 0,75   | 0,35   | 15,48  |
| 2018-2019     | Brooklyn      | 81     | 81     | 30,2   | 43,4  | 36,9   | 78,0 | 3,89    | 6,95    | 1,23   | 0,25   | 21,14  |
| 2019-2020     | Golden State  | 33     | 33     | 32,1   | 43,0  | 37,4   | 78,5 | 3,70    | 6,24    | 0,94   | 0,27   | 23,61  |
| 2019-2020     | Minnesota     | 12     | 12     | 32,6   | 41,2  | 34,5   | 87,3 | 4,58    | 6,58    | 1,42   | 0,33   | 21,67  |
| 2020-2021     | Minnesota     | 42     | 26     | 28,5   | 43,1  | 38,7   | 76,5 | 2,64    | 5,81    | 1,07   | 0,43   | 18,95  |
| 2021-2022     | Minnesota     | 65     | 65     | 31,9   | 41,1  | 34,0   | 82,5 | 3,32    | 7,08    | 0,95   | 0,34   | 18,09  |
| 2022-2023     | Minnesota     | 54     | 54     | 32,9   | 46,5  | 39,1   | 85,6 | 3,06    | 6,19    | 1,11   | 0,39   | 17,90  |
| 2022-2023     | L.A. Lakers   | 17     | 17     | 30,9   | 48,4  | 41,4   | 73,5 | 2,94    | 6,06    | 0,59   | 0,47   | 17,41  |
| 2023-2024     | L.A. Lakers   | 76     | 69     | 32,7   | 45,6  | 41,5   | 82,8 | 3,10    | 6,30    | 0,90   | 0,50   | 18,00  |
| 2024-2025     | L.A. Lakers   | 29     | 10     | 26,3   | 41,5  | 33,3   | 84,9 | 2,80    | 4,70    | 0,80   | 0,10   | 12,40  |
| Carrière      | Carrière      | 600    | 510    | 30,0   | 42,9  | 36,8   | 79,4 | 3,40    | 5,70    | 1,10   | 0,30   | 17,50  |
| All-Star Game | All-Star Game | 1      | 0      | 12,0   | 40,0  | 40,0   | 00,0 | 1,00    | 3,00    | 0,00   | 0,00   | 6,00   |

Mise à jour le 30 décembre 2024

#### Playoffs
| Saison   | Équipe      | Matchs | Titul. | Min./m | % Tir | % 3pts | % LF | Rbds/m. | Pass/m. | Int/m. | Ctr/m. | Pts/m. |
| -------- | ----------- | ------ | ------ | ------ | ----- | ------ | ---- | ------- | ------- | ------ | ------ | ------ |
| 2019     | Brooklyn    | 5      | 5      | 29,6   | 35,9  | 32,4   | 84,6 | 3,60    | 3,60    | 1,40   | 0,20   | 19,40  |
| 2022     | Minnesota   | 6      | 6      | 32,7   | 33,3  | 38,7   | 75,0 | 2,50    | 6,50    | 1,50   | 0,00   | 12,00  |
| 2023     | L.A. Lakers | 16     | 15     | 29,6   | 42,6  | 31,0   | 76,9 | 2,90    | 4,60    | 0,70   | 0,30   | 13,30  |
| 2024     | L.A. Lakers | 5      | 5      | 36,9   | 38,4  | 31,8   | 50,0 | 2,80    | 4,20    | 0,80   | 0,20   | 14,20  |
| Carrière | Carrière    | 32     | 31     | 31,3   | 38,8  | 32,7   | 77,2 | 2,90    | 4,80    | 1,00   | 0,20   | 14,20  |

Mise à jour le 22 octobre 2024

## Records sur une rencontre en NBA
Les records personnels de D'Angelo Russell en NBA sont les suivants, :
| Type de statistique        | Saison régulière | Saison régulière                  | Saison régulière | Playoffs | Playoffs               | Playoffs      |
| Type de statistique        | Record           | Adversaire                        | Date             | Record   | Adversaire             | Date          |
| -------------------------- | ---------------- | --------------------------------- | ---------------- | -------- | ---------------------- | ------------- |
| Points                     | 52               | @ Timberwolves du Minnesota       | 8 novembre 2019  | 31       | Grizzlies de Memphis   | 28 avril 2023 |
| Paniers marqués            | 19               | @ Timberwolves du Minnesota       | 8 novembre 2019  | 12       | 76ers de Philadelphie  | 18 avril 2019 |
| Paniers tentés             | 37               | @ Timberwolves du Minnesota       | 8 novembre 2019  | 27       | 76ers de Philadelphie  | 18 avril 2019 |
| Paniers à 3 points réussis | 9                | 4 fois                            | 4 fois           | 7        | @ Nuggets de Denver    | 22 avril 2024 |
| Paniers à 3 points tentés  | 17               | @ Timberwolves du Minnesota       | 8 novembre 2019  | 11       | @ Nuggets de Denver    | 22 avril 2024 |
| Lancers francs réussis     | 11               | @ Pelicans de La Nouvelle-Orléans | 8 avril 2016     | 5        | 2 fois                 | 2 fois        |
| Lancers francs tentés      | 13               | @ Pelicans de La Nouvelle-Orléans | 8 avril 2016     | 5        | 3 fois                 | 3 fois        |
| Rebonds offensifs          | 5                | @ Hawks d'Atlanta                 | 4 décembre 2015  | 2        | 76ers de Philadelphie  | 20 avril 2019 |
| Rebonds défensifs          | 9                | 4 fois                            | 4 fois           | 5        | 2 fois                 | 2 fois        |
| Rebonds totaux             | 11               | @ Raptors de Toronto              | 23 mars 2018     | 7        | 76ers de Philadelphie  | 20 avril 2019 |
| Passes décisives           | 17               | @ Jazz de l'Utah                  | 14 février 2024  | 10       | @ Grizzlies de Memphis | 26 avril 2022 |
| Interceptions              | 4                | 12 fois                           | 12 fois          | 3        | Grizzlies de Memphis   | 29 avril 2022 |
| Contres                    | 3                | 2 fois                            | 2 fois           | 1        | 76ers de Philadelphie  | 20 avril 2019 |
| Balles perdues             | 9                | Celtics de Boston                 | 15 novembre 2019 | 4        | 4 fois                 | 4 fois        |
| Minutes jouées             | 45               | Grizzlies de Memphis              | 30 novembre 2018 | 39       | @ Grizzlies de Memphis | 26 avril 2022 |

- Double-double : 68 (dont 1 en playoffs)
- Triple-double : 1

Dernière mise à jour : 30 mars 2025